# Husayn (nome)
Husayn (in alfabeto arabo: حسين) è un nome proprio di persona arabo e urdu maschile.

## Varianti
In arabo, il nome è traslittero in vari modi oltre a Husayn, tra cui Husain, Hussain, Hussein e Hisein.

### Varianti in altre lingue
- Azero: Hüseyn[2]
- Bosniaco: Husein[2]
- Curdo: حوسێن (Husên)
- Persiano: حسین (Hossein)[2]
- Turco: Hüseyin[2]
- Uzbeco: Husayn

## Origine e diffusione
Si tratta di un diminutivo del nome حسن (Hasan), che significa "bello", "attraente". Da esso è derivato a sua volta il cognome حسين (Hussain).
Il nome venne portato da un nipote del profeta Maometto (al-Husayn ibn Ali), la cui uccisione -assieme a tutti i suoi famigliari- è alla base della divisione tra musulmani sunniti e sciiti.

## Persone

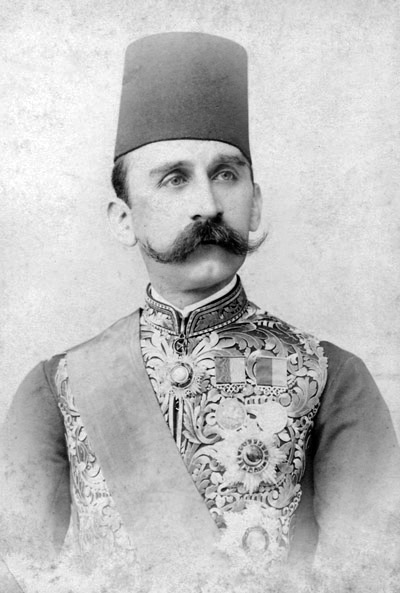
Ḥusayn Kāmil

- Husayn di Giordania, re di Giordania
- Husayn al-Shafi'i, politico egiziano
- Husayn al-'Uwayni, politico libanese
- Husayn Bey, principe tunisino
- Ḥusayn Kāmil, sultano d'Egitto e del Sudan
- Husayn Rushdi, politico egiziano

### Variante Hossein
- Hossein Amanat, architetto iraniano naturalizzato canadese
- Hossein Amini, sceneggiatore e regista iraniano
- Hossein Kazerani, calciatore iraniano
- Hossein-Ali Montazeri, teologo e attivista iraniano
- Hossein Nasr, filosofo e insegnante iraniano
- Hossein Rajabian, regista, scrittore e fotografo iraniano
- Hossein Ronaghi-Maleki, blogger e attivista iraniano
- Hossein Shahabi, regista, sceneggiatore e produttore cinematografico iraniano

### Altre varianti
- Hussein bin Abdullah, principe di Giordania
- Hüseyin Göçek, arbitro di calcio turco
- Hussein Mazzek, politico libico